# Medvetesók
A Medvetesók (eredeti cím: We Bare Bears) 2015 és 2019 között vetített amerikai televíziós számítógépes animációs szitkom, amelyet  Daniel CChong alkotott A Medvetesók ötlete először a The Three Bare Bears című webes képregényből származik. A három medvét Grizzly-nek, Pandának és Jegesnek hívtak. Chong a Cartoon Network fiatal rajzfilmkészítőket segítő programjának köszönhetően indíthatta el a szériát, amelynek pilotja Európában a 2015-ös Annecy Animációsfilm-fesztiválon mutatkozott be,  és az RTL Klub is elérhető.
Magyar szinkronnal a Cartoon Network mutatta be 2015. november 16-án, a pilotepizód premierje pedig november 9-én volt. Az angol főcímdalt Estelle brit énekes adja elő.
A negyedik és egyben utolsó évad 2019. május 27-én zárult. A a sorozat fináléjaként szolgáló film 2020. június 30-án jelent meg Medvetesók: A film címmel.
2019. május 30-án jelentették be, hogy egy spin-off sorozatban újra találkozhatunk kedvenceinkkel. A 2022-es Macitesók sorozat, a babamackókra összpontosít, az eredeti helyett pedig új, animés stílusban rajzolják.

## Ismertető
A sorozat főhősei, Grizzly, Panda és Jeges, a három szétválaszthatatlan medvepajtás, akik San Francisco melletti erdőben, egy modern medvebarlangban laknak, miközben a nagyváros utcáit egymás hátára állva, "kupacolódva" járnak és próbálnak beilleszkedni a társadalomba. Fordulatos, humoros helyzetekbe keverednek. A sorozatban olykor megjelennek epizódok bocs korukból is, amikor a világot járva próbáltak családot találni maguknak.
A sorozat a Cartoon Netvork produkcióra jellemzően észrevétlenül és szórakoztatóan tanítja közönségét. Számos előítéletet oszlat el és több szubkultúrát és közösséget elfogadóan mutat be. A sorozat humora érett, az idősebbek között is számos rajongója akad.

## Szereplők

### Főszereplők
A három medve eleinte kissé felelőtlen, azonban a sorozat haladtával komolyodnak. Lelkiismeretesek és kedvesek. Szeretnek enni, főleg különleges ételeket. A legikonikusabb szokásuk pedig az, hogy kupacolódva, vagyis egymás hátán állva járnak mindenhova.
Grizz
A három medve közül Grizz a rangidős és a döntéshozó. És joggal; ő az egyik legnagyobb szárazföldi emlős Észak-Amerikában. Sajnos, ez nem jelenti azt, hogy mindig ő hozza a legjobb döntéseket. Kedveli a sportokat, a természetet, közvetlen személyiségének köszönhetően pedig nagyon és könnyen szerez új barátokat. Kissé rendetlen.
Panda
Panda érzékeny, kedves személyiség. Talán mert veszélyeztetett faj tagja, vagy talán csak azért mert középső gyerek, Pandának nehézségei vannak az alkalmazkodással. De lehet, hogy egyszerűen csak túl sokat aggódik azon, hogy legfrissebb Facebook-bejegyzése mekkora sikert aratott. Mint a legtöbb középső gyerek, Panda mindenben különbözik testvéreitől, akik ennek ellenére mindig kiállnak mellette és vigyáznak rá. Ha azok táncolni akarnak, Panda a falnál ácsorog. Számos dologra allergiás, kissé túlsúlyos és míg a másik kettő nagy húsevő, Panda vegetáriánus. Bár nagyon vágyik arra, hogy barátnője legyen, a randiapplikációkon kívül, személyesen nem mer közeledni a lányokhoz. Testvérei szeretnek találkozni, személyes kapcsolatban lenni az emberekkel, míg Panda kizárólag a neten éli a társadalmi életét. Szereti az animéket, számos mangája és képregénye van, szabadidejében gyakran rajzol, több kevesebb sikerrel. A Panda szülinapja című részben, kiderül, hogy hatalmas k-pop rajongó is. Testvérei Panpanként szeretik becézni.

### Jeges
A három testvér legfiatalabb tagja. Legkülönlegesebb tulajdonsága, hogy harmadik személyben beszél magáról. Emiatt gyakran úgy tűnik, háttérbe szorul, valójában szereti hagyni, hogy a testvérei érvényesüljenek. Jeges észrevétlenül vigyáz a családjára, tulajdonképpen ő csinál mindent; vezeti a háztartást és főz a testvéreire. Egy igazi szobatudós, több diplomája is van. Amolyan ezermester, mindemellett kiváló szakács. Semmiképpen ne becsüljük alá, hiszen számos rejtett, néha már-már akciófilmbe illő és atletikus képessége van, azonban szerény és csendes személyisége miatt nem dicsekszik és nem vág fel. A többiekkel ellentétben nincs saját szobája, a hűtőszekrényben szeret aludni, ahova kedvenc fejszéjét is magával viszi, valamint a fészer is főleg az ő terepe.

### Fontosabb, visszatérő szereplők
Chloe Park
Egy fiatal amerikai–koreai lány, aki pár évet átugrott és már fiatalon az egyetemre került. Jó barátságban van a medvékkel, viszont rajtuk kívül nincs túl sok barátja, igyekszik minél inkább jóban lenni mindenkivel.
Charlie
Charlie, más néven Nagylábú az erdőben él, akit a hírneve miatt folyamatosan üldöznek a fotósok. Így ismerkedett meg a medvékkel, akikben hamar jó barátokra lelt. Rajtuk kívül az erdei kígyókkal ápol szinte családi viszonyt. Imádja a sajtos pufit.
Dana Tabes parkőr
Egy lakókocsiban lakik az erdőben, ahol parkőrként dolgozik. A medvékkel úgy ismerkedett meg, hogy segített nekik megkeresni az elveszett csomagjukat.
Nom Nom
Egy koala, aki internetes híresség. Igazi beképzelt és egoista szereplő, aki a cukiságával próbál mindenkit elhódítani maga körül, hogy a népszerűsége töretlen legyen. A három medve hamar átlát rajta és többször megakadályozzák, hogy Nom Nom aktuális népszerűsítési terve sikerüljön. Továbbá gyakran szokott üvöltözni velük, vagy épp alkalmazottaival ha nem kapja meg azt, amit akar, vagy ha a dolgok nem úgy alakulnak, ahogy ő előzőleg elképzelte. Igazi embergyűlölő, a sorozat fő antagonistája.

### A három testvér
A sorozatban feltűnik három jóbarát, akik szintén lakótársak és szinte a a medvék humanizált alakjaként tekinthetünk rájuk.
Griff – Grizzhez hasonlóan harsány alfatesó. Biztonsági őrként dolgozik a plázában.
Tom – Pandával egy barátkereső alkalmazáson keresztül ismerkedett meg és ennek köszönheti azt is, hogy rátalált saját csapatára. Mindenben hasonlítanak, hatalmas popkultúra rajongó.
Isaac – Kapucnijába rejtőzve, egyértelműen Jeges hasonmása, aki szintén harmadik személyben hivatkozik magára. Ötcsillagos séfként dolgozik egy étteremben. Jegeshez hasonlóan ő is inkább egy gardróbban alszik.

### További visszatérő szereplők
Pipacs cserkészek – Tabes cserkészcsapata, akikkel Grizz gyakran vesz részt programokban.
Lucy – Zöldségtermesztő fiatal lány, Panda szerelme.
Yuri – Jeges amolyan nevelőapja, akivel még az északi sarkon találkozott. Tőle kapta első fejszéjét. Yuri saját magára harmadik személyben hivatkozik, Jeges tőle vehette át ezt a meghatározó szokását.
Yana – Jeges ismerőse és jóbarátja az "alvilági" körökből. Yuri lánya. Nem kimondott, de érezhető, hogy gyengéd érzelmeket ápolnak egymás iránt.
Barry – Jeges főellensége aki megpróbálja ellopni Jeges intelligens robotporszívóját.
Darell – Egérpad boltja van a városban, jóbarátja a medvéknek.
Ralph – Ralph a show egy másik antagonistája, Charliehoz hasonló Sasquatch, bár fehér bundája miatt inkább Jetire hasonlít.

## Szereposztás

### Főszereplők
| Szereplő     | Eredeti hang                                   | Magyar hang                                         |
| ------------ | ---------------------------------------------- | --------------------------------------------------- |
| Grizz        | Eric Edelstein                                 | Varga Gábor                                         |
| Panda        | Bobby Moynihan                                 | Szabó Máté                                          |
| Jeges        | Demetri Martin                                 | Seszták Szabolcs                                    |
| fiatal Grizz | Sam Lavagnino                                  | Gergely Attila (1. hang) Sándor Barnabás (2. hang)  |
| fiatal Panda | Duncan Joiner (1. hang) Max Mitchell (2. hang) | Berecz Kristóf Uwe (1. hang) Kelemen Noel (2. hang) |
| fiatal Jeges | Max Mitchell                                   | Égner Milán                                         |

### Mellékszereplők
| Szereplő                 | Eredeti hang      | Magyar hang                                                                                                 |
| ------------------------ | ----------------- | --- |
| Chloe Park               | Charlyne Yi       | Nemes Takách Kata (1. hang) Berkes Boglárka (2. hang) Kapu Hajni (3. hang)                                  |
| Nom Nom                  | Patton Oswalt     | Szatmári Attila (1. hang) Baráth István (2. hang) Moser Károly (3. hang) Renácz Zoltán (4. hang)            |
| Charlie                  | Jason Lee         | Kassai Károly (1. hang) Szokol Péter (2. hang)                                                              |
| Dana Tabes parkőr        | Cameron Esposito  | Hámori Eszter (1. hang) Laurinyecz Réka (2. hang) Vámos Mónika (3. hang)                                    |
| Lucy                     | Ellie Kemper      | Szilágyi Csenge (1. hang) Kis-Kovács Luca (2. hang) Németh Kriszta (3. hang)                                |
| Mr. Park                 | Jinkoo Jeong      | Seder Gábor                                                                                                 |
| Mrs. Park                | Niki Yang         | Kiss Virág (1. hang) Szávai Viktória (2. hang)                                                              |
| Farmer / Nom Nom testőre | Kyler Spears      | Sarádi Zsolt (1. hang) Honti Molnár Gábor (2. hang) Barabás Kiss Zoltán (3. hang) Mészáros András (4. hang) |
| Martinez parkőr          | Keith Ferguson    | Kajtár Róbert                                                                                               |
| Clifford                 | Hudson West       | Berecz Kristóf Uwe                                                                                          |
| Darrell                  | Mel Rodriguez     | Kisfalusi Lehel (1. hang) Bogdán Gergő (2. hang) Magyar Bálint (3. hang)                                    |
| Yana                     | Margarita Levieva | Solecki Janka (1. hang) Németh Kriszta (2. hang)                                                            |
| Barry                    | Kevin McHale      | Gacsal Ádám (1. hang) Pálmai Szabolcs (2. hang)                                                             |
| Barry apja               | Keith David       | Forgács Gábor                                                                                               |
| Marie                    | Edi Patterson     | Martin Adél                                                                                                 |
| Tom                      | Bert Youn         | Boros Zoltán (1. hang) Bogdán Gergő (2. hang)                                                               |
| őrült tudós              | Jason Mantzoukas  | Karácsonyi Zoltán (1. hang) Előd Álmos (2. hang)                                                            |
| Ralph                    | John DiMaggio     | Sótonyi Gábor (1. hang) Barabás Kiss Zoltán (2. hang)                                                       |
| Paul                     | Lou Ferrigno      | Tokaji Csaba                                                                                                |
| Annie                    | Grey DeLisle      | Zakariás Éva                                                                                                |
| Lampwick professzor      | Malcolm McDowell  | Vass Gábor                                                                                                  |
| Karla                    | Felicia Day       | Vadász Bea                                                                                                  |
| Dave                     | Jake Johnson      | Markovics Tamás                                                                                             |
| Yuri                     | Darin De Paul     | Kertész Péter                                                                                               |
| Wyatt                    | Ron Funches       | Barabás Kiss Zoltán                                                                                         |
| Warren                   | Robert Clotworthy | Várkonyi András                                                                                             |
| T-Pain                   | T-Pain            | Welker Gábor                                                                                                |
| Shownu                   | Shownu            | Baráth István                                                                                               |
| Minhyuk                  | Minhyuk           | Bogdán Gergő                                                                                                |
| Kihyun                   | Kihyun            | Boldog Gábor                                                                                                |
| Hyungwon                 | Hyungwon          | Gacsal Ádám                                                                                                 |
| Joohoney                 | Joohoney          | Hám Bertalan                                                                                                |
| I.M                      | I.M               | Berkes Bence                                                                                                |
| Wonho                    | Wonho             | Ungvári Gergő                                                                                               |
| Trout ügynök             | Marc Evan Jackson | Varga Rókus                                                                                                 |

### Magyar változat
A szinkront az RTL Klub megbízásából a Szinkron Systems készítette.
- Magyar szöveg: Imri László, Varga Mariann, Csányi Zita, Szemere Laura
- Dalszövegíró: Szalay Csongor
- Hangmérnök: Schuták László
- Vágó: Kránitz Bence, Pilipár Éva
- Gyártásvezető: Németh Piroska
- Szinkronrendező: Uzonyi Nóra, Orosz Ildikó, Járai Kíra, Csoma Ferenc
- Zenei rendező: Posta Victor
- Produkciós vezető: Varga Fruzsina
- Producer: Kovács Zsolt
- Felolvasó: Bognár Tamás, Endrédi Máté (22. rész), Schmidt Andrea (film)
- Főcímdal: Vágó Zsuzsanna
- Énekhangok: Szolnoki Péter (1. évad), Magyar Bálint

További karakterek magyar hangjai
- Antal Olga – ingatlanügynök
- Baráth István –  Kuponos Cory, Dan Corgi
- Berkes Boglárka – Amanda
- Bókai Mária – csirkés hölgy
- Czető Roland – Garcon, El Oso
- Csepelyi Adrienn - tehén (film)
- Előd Álmos – Kyle
- Farkasinszky Edit – Mrs. Lee
- Fazekas István – muffin bolt tulaja
- Gubányi György István – jövendőmondó dzsinn
- Harcsik Róbert – Badger, rendőrtiszt
- Hámori Eszter – Celine
- Holl Nándor – Teddy Sunshine
- Joó Gábor – Michel
- Juhász Zoltán –  Alexander, rendőrtiszt
- Kassai Ilona – könyvtáros néni
- Katona Zoltán – A.C. Johns bíró
- Kerekes József – Nom Nom Show felkonferáló, Öbölrégió popcsatorna bemondó
- Kertész Péter – akupunktúrás úr
- Kisfalvi Krisztina – Nom Nom terapeutája
- Kis-Kovács Luca – Jeges titkos vécéje, a Grizzly film rendezője
- Kocsis Mariann – reklámfilm-forgató
- Magyar Bálint – B. Corgi
- Markovics Tamás – medvebocs a grizzly könyvben, Nom Nom menedzsere
- Megyeri János – Todd Eagle, Carl Hughes
- Mezei Kitty – Jen
- Mészáros András – Kale, Courtney
- Moser Károly – Tom az "Indul a reggel" show-ból, londíner (4x43)
- Németh Gábor – 13-as mozi igazgatója
- Németh Kriszta – Dr. Decker, Dr Sun
- Pavletits Béla – Teppan Yaki séf, Tony, S. Corgi
- Pál Tamás – Nate
- Petridisz Hrisztosz – Nate apja
- Pupos Tímea – hírolvasó a "Ráki kapitány" epizódban
- Rajkai Zoltán – E. Corgi
- Rosta Sándor – Boba Rama cég főnöke, Murphy rendőrtiszt (film)
- Sági Tímea – hivatásos gondolatolvasó
- Szalay Csongor – Andrew "Andy" Bumm
- Szersény Gyula – Sir Lawrence Grayborough, narrátor a "Planet Bears" epizódban
- Tarján Péter – Mr. Lee
- Tokaji Csaba – Boba Rama cég sztájlisztja, Hawaii barbecue-s futár Mauiról
- Törköly Levente – San Francisco polgármestere
- Vámos Mónika – Kate az "Indul a reggel" show-ból
- Vida Péter – a kocsi kapitánya
- Welker Gábor – T-Pain, kosármeccs kommentátor tévében (1. rész), vidámpark bemondó (4. rövidfilm)
- Zsurzs Kati – Miss Chriss

További magyar hangok: Bácskai János, Bálizs Anett, Berkes Bence, Bodrogi Attila, Bor László, Csankó Zoltán, Czető Zsanett, Dolmány Attila, F. Nagy Erika, Fekete Zoltán, Fellegi Lénárd, Galbenisz Tomasz, Horváth-Töreki Gergely, Kapácsy Miklós, Kokas Piroska, Laurinyecz Réka, Pál Tamás, Renácz Zoltán, Sallai Nóra, Sörös Miklós, Urbanovits Krisztina, Orosz Gergely, Szabó Andor, Szrna Krisztián

## Epizódok
| Évad | Évad  | Epizódok | Eredeti sugárzás  | Eredeti sugárzás   | Magyar sugárzás    | Magyar sugárzás    |
| Évad | Évad  | Epizódok | Évadpremier       | Évadfinálé         | Évadpremier        | Évadfinálé         |
| ---- | ----- | -------- | ----------------- | ------------------ | ------------------ | ------------------ |
|      | Pilot | Pilot    | 2014. november 6. | 2014. november 6.  | 2015. november 9.  | 2015. november 9.  |
|      | 1     | 26       | 2015. július 27.  | 2015. november 19. | 2015. november 16. | 2016. december 2.  |
|      | 2     | 25       | 2016. február 25. | 2017. április 11.  | 2016. november 28. | 2017. augusztus 2. |
|      | 3     | 44       | 2017. április 3.  | 2018. február 16.  | 2017. augusztus 1. | 2018. október 31.  |
|      | 4     | 43       | 2018. július 30.  | 2019. május 27.    | 2018. október 12.  | TBA                |

## Érdekességek, Popkulturális hivatkozások
Grizz Feszítővas Johns címmel amatőr akciófilmet forgat, melyben melyben eleinte saját maga játszik minden szereplőt, így Pando-t is, akit Pandáról mintázott. Jeges beugró szereplőként, vagy főgonoszként jelenik meg.

### Popkulturális utalások
A sorozatban több olyan könyv, poszter, étel, közösségi oldal és híresség is szerepel, melyben felfedezhető hogy a való életből használtak referenciát. Ezek mellett konkrét utalások és tárgyak is megjelennek:
- A Pilot Epizódban Grizz tévesen azt mondja Pandának, hogy tud kung-fuzni, mely utalás a híres Kung-Fu panda filmekre. A Szülinapi bulin pedig egy a Just Dance-re emlékeztető játékkal játszanak.
- Pandának több fancucca is van. Egyszer egy fénykarddal próbált elkergetni egy egeret.
- A Jeges Éjszakák című részekben kiderül, hogy Jeges olykor kimerészkedik az éjszakába, elrendezni pár titkos és veszélyes ügyet. Konfrontálódik a tüzes céggel, mellyet az Avatar – Aang Legendája című animációs sorozatból ismert Tűz Birodalmáról Mintáztak. A cég logója hasonlít a Tűz népének szimbólumára, jeges fő ellensége pedig Zuko Herceg negatív énjére emlékeztet. A fiú is apjának elismerésére vágyik, valamint egy balesetnek köszönhetően hasonló sebhelyet szerez az Arcán. Ugyanezekben a részekben Yana Mirskának becézi Jegest. Az orosz nyelvben a plüssmackókat hívják így.
- A Panda szülinapja című részben (4. évad, 43. rész) megjelenik egy neves k-pop banda, a Monsta X.

### Hangok és zenék
Számos esetben hallhatóak olyan átköltött dallamok, melyek más filmek főcímdalai. Ilyen például
- Trónok harca főcímzenéje

### Közösségi médiumok
Googs
EveryoneTube
Panda közösségi oldalának kinézete a Facebook arculatát idézi.